# Gosei
Gosei (碁聖 5 estrellas) es una competición de Go en Japón.

## Trasfondo
Gosei es una competición de go japonesa de la Nihon Ki-In y la Kansai Ki-In. Es uno de los siete grandes títulos de Japón, aunque paga mucho menos que los tres mejores. El ganador obtiene ¥7.700.000. El torneo utiliza el mismo formato que los otros grandes torneos. El ganador de la eliminatoria se enfrenta al poseedor del título al mejor de cinco partidas. Hay una restricción que no tienen los otros títulos y es que para poder entrar en el torneo hay que ser al menos 5 dan.
Las reglas de promoción son iguales que en el Judan. Si un jugador desafía al poseedor del título promociona a 7 dan. Si el jugador gana el torneo promociona a 8 dan. Si defiende el título otro año más promociona a 9 dan.

## Gosei honorarios
- Otake Hideo ganó el título seis veces consecutivas desde 1980 a 1985.
- Kobayashi Koichi ganó el título seis veces consecutivas desde 1988 a 1993.